# Palæstina - Danmark, samme kamp
Palæstina - Danmark, samme kamp er en film instrueret af Nils Vest efter manuskript af Nils Vest.

## Handling
I 1972 rasede krigen i Vietnam på sit højeste, og på mure rundt om i Danmark blev der malet slagord, bl.a. "Vietnam - Danmark, Samme kamp". Denne film analyserer de overordnede økonomiske interesser bag konflikten mellem palæstinensere og israelere, med særligt henblik på internationale olieinteresser i området. Analysen er inspireret af den palæstinensiske forfatter og journalist Ghassan Kanafanis (en) skrifter.
Stilmæssigt er filmen inspireret af den franske Cinétique bevægelse, der analyserede den indbyggede ideologi, som man mente ligger bag hvert eneste frembragt billede i verden.

## Medvirkende
- Bassam Abu Sharif
- Steen Folke
- Katja Behrendt Poulsen
- Minnie Johansen
- Jan Katlev
- Nabil Kanafani[3]